# Giovanni Carboni
Giovanni Carboni (31 de agosto de 1995 em Fano) é um ciclista italiano, membro da equipa Bardiani-CSF-Faizanè.

## Biografia
Durante o Giro d'Italia de 2019, para a sua primeiro grande volta, leva durante três dias a camisola branca do líder da classificação do melhor jovem.

## Palmarés
- 2013
  - 2.º do campeonato da Itália do contrarrelógio juniores
- 2015
  - 2.º do campeonato da Itália do contrarrelógio esperanças
  - 3.º do Cronometro di Città di Castello
  - 10.º do Campeonato Europeu do contrarrelógio esperanças
- 2016
  - 2.º do campeonato da Itália do contrarrelógio esperanças
- 2017
  - Troféu Mario Zanchi
  - 1.ª etapa da Giro do Vale de Aosta
  - Tour de Véneto :
    - Classificação geral
      - 1.ª etapa

  - Astico-Brenta
  - 2.º de Bassano-Monte Grappa
  - 3.º do campeonato da Itália do contrarrelógio esperanças

## Resultados na as grandes voltas

### Volta de Itália
1 participação
- 2019 : 57.º

## Classificações mundiais
| Ano             | 2015   | 2016  | 2017  |
| UCI Europe Tour | 1 121. | 409.º | 934.º |